# 余炶
余炶（1555年—？），字體易，號羲河，浙江嚴州府遂安縣人，民籍，明朝政治人物。

## 生平
萬曆元年（1573年）癸酉科浙江鄉試第六十二名舉人，十四年（1586年）中式丙戌科會試第二百八十六名，三甲第二百二十四名進士。吏部觀政，本年六月授廣東潮州府推官，二十年調延平府，二十三年升大理寺右評事，二十六年升左寺副，二十八年升左寺正，二十九年升任江西南康府知府，三十二年升本省副使，三十五年升參政，三十八年考察去職。

## 家族
曾祖余頡；祖父余琛；父余材，母章氏。永感下。從兄余乾元（歲貢生）、余乾亨（知縣）、余乾利、余乾貞（御史），兄余焵（貢士）、余煣（生員）、余煾，從弟余學文（舉人）。